# Luka Stojković
Luka Stojković (Zágráb, 2003. október 28. –) horvát korosztályos válogatott labdarúgó, a Lokomotiva Zagreb játékosa.

## Pályafutása

### Klubcsapatokban
A Naftaš Ivanić Grad és a Lokomotiva Zagreb akadémiáján nevelkedett. 2021. április 3-án mutatkozott be a felnőtteknél a Hajduk Split csapata ellen Antonio Marin cseréjeként. Május 19-én kötött profi szerződést a klubbal. 2022. április 16-án megszerezte első bajnoki gólját a HNK Rijeka ellen, valamint egy gólpasszt is jegyzett a 2–1-re megnyert bajnoki találkozón. November 12-én az Istra ellen 2–0-ra megnyert bajnoki mérkőzésen a 73. percben állította be a végeredményt. 2023. március 5-én a Hajduk Split csapata ellen 4–3-ra idegenben megnyert találkozón is gólt szerzett.

### A válogatottban
Többszörös korosztályos válogatott. 2022. június 8-án mutatkozott be az U21-esek között a 65. percben Antonio Marin cseréjként a 4–0-ra megnyert találkozón Észtország ellen.

## Statisztika
2023. március 19-én frissítve.
| Klub              | Szezon   | Bajnokság | Bajnokság | Kupa  | Kupa | Nemzetközi | Nemzetközi | Egyéb | Egyéb | Összesen | Összesen |
| Klub              | Szezon   | Meccs     | Gól       | Meccs | Gól  | Meccs      | Gól        | Meccs | Gól   | Meccs    | Gól      |
| ----------------- | -------- | --------- | --------- | ----- | ---- | ---------- | ---------- | ----- | ----- | -------- | -------- |
| Lokomotiva Zagreb | 2020–21  | 5         | 0         | —     | —    | —          | —          | —     | —     | 5        | 0        |
| Lokomotiva Zagreb | 2021–22  | 26        | 1         | 2     | 0    | —          | —          | —     | —     | 28       | 1        |
| Lokomotiva Zagreb | 2022–23  | 21        | 2         | 3     | 0    | —          | —          | —     | —     | 24       | 2        |
| Lokomotiva Zagreb | Összesen | 52        | 3         | 5     | 0    | 0          | 0          | 0     | 0     | 57       | 3        |
| Összesen          | Összesen | 52        | 3         | 5     | 0    | 0          | 0          | 0     | 0     | 57       | 3        |

## Sikerei, díjai
- Šibenik
  - Horvát másodosztály bajnok: 2019–20

- Dinamo Zagreb
  - Horvát bajnok: 2021–22